# Naga (volk)

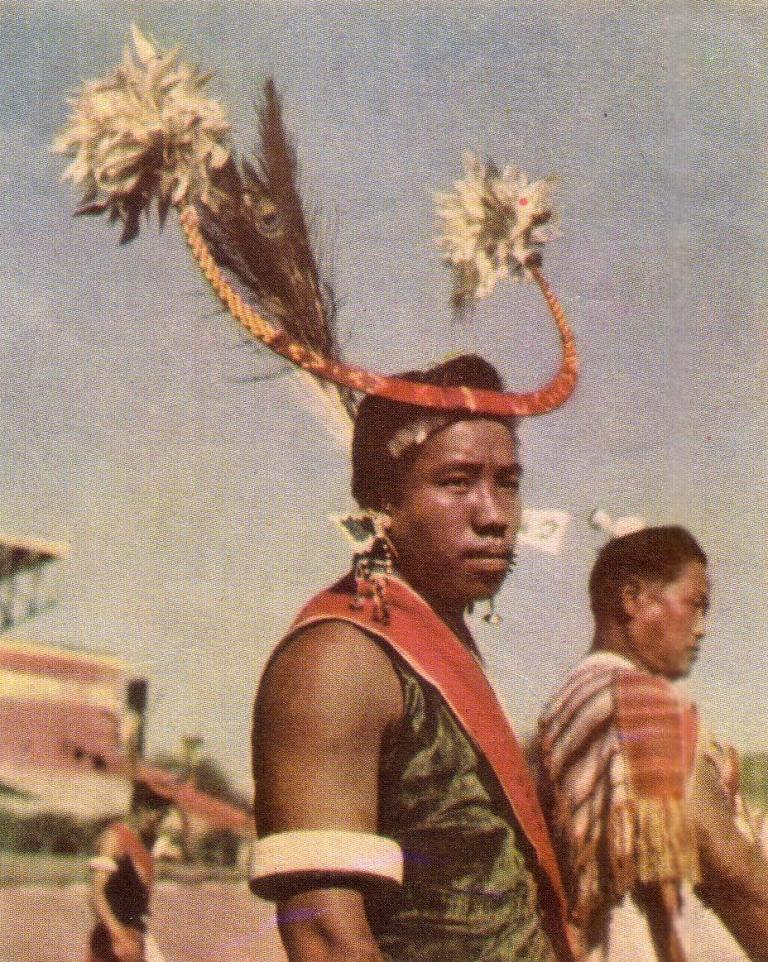
Een Naga-krijger

De Naga is een etnische groep in de Noordoost-Indiase staten Nagaland, delen van Manipur, Assam en Arunachal Pradesh, en in de divisie Sagaing in Myanmar. De stammen wonen voornamelijk in het noordoosten van India tussen Myanmar en het dal van de Brahmaputra in een bijzonder ruig gebied, in en rond de Indiase staat Nagaland. Ze worden tot de Adivasi (scheduled tribes) gerekend.
Hoewel de Naga moeilijk zijn te onderscheiden van andere etnische groepen uit Assam en Birma, hebben ze een onmiskenbare gemeenschappelijke identiteit en spreken ze Tibetaans-Burmaanse talen. Hoewel de Naga er verschillende gewoonten op na houden, wonen ze bijna allemaal in kleine dorpen op heuvelachtige uitlopers. Het terrein heeft het ontstaan van ruim vijftig dialecten mogelijk gemaakt.
Vroeger voorzagen land, bos en kleinschalige handel in alle behoeften van de Naga. De landbouw en de jacht, aangevuld met visserij, leverden genoeg op om in de ommuurde dorpen te kunnen overleven.
De Naga kennen verschillende maatschappelijke organisatievormen, van stamhoofden met bijna absolute macht tot gekozen stamraden en gerontocratieën. Bij de Nagastammen hebben vrouwen altijd een hoge status genoten: zowel in het werk als tijdens stamvergaderingen zijn zij gelijk aan de mannen.
Toen de Britten in de jaren zeventig van de 19e eeuw het woongebied van de Naga onderwierpen, maakten zij een einde aan de rituele oorlogsvoering en het koppensnellen - een praktijk die voortkwam uit het geloof dat in het hoofd van het slachtoffer de kracht van de ziel bewaard blijft. Door het afhakken van het hoofd van een vijand verwierf een krijger status en kon hij een bruid voor zich winnen en zijn dorp een nieuwe lading positieve energie geven. Zulke gebeurtenissen vormden tevens de inspiratie voor dansen en verschillende kunstvormen, waarin schedelmotieven overheersten. Het laatst bekende geval van koppensnellende Naga dateert uit 1958.
Eind 19e eeuw bekeerden Amerikaanse baptisten-missionarissen de eerste Naga tot het christendom en inmiddels is twee derde van de bevolking christen. In een federale staat (India) met overwegend hindoes heeft de godsdienst hun identiteit nog versterkt. Alhoewel ze in de 19e eeuw nog bekend stonden als de "naakte" Naga namen ze met het Britse christendom ook de Britse kledingsregels en preutsheid over.